# Airat Ichmouratov
Airat Rafailovici Ichmouratov ( rusă Айрат Рафаилович Ишмуратов, chirilic tătar: Айрат Рафаил улы Ишмурат,) născut la 28 iunie 1973) este un compozitor, dirijor și clarinetist klezmer , născut tătar din Volga . A fost dirijor și compozitor în reședința Orchestrei Simfonice din Longueuil (2018-2021),  clarinetist al grupului Klezmer Kleztory  din Montreal și profesor invitat la Universitatea Laval  din Quebec, Canada. 
Muzica lui Airat Ichmouratov a fost interpretată de o gamă largă de ansambluri și muzicieni din țări din întreaga lume, inclusiv Maxim Vengerov,  Yannick Nézet-Séguin,  Jonathan Crow, Andrew Wan, Eric Paetkau, Alexis Hauser, Jean Francois Rivest,  Alain Trudel, Stephane Laforest, Andre Moisan, Mark Simons, Yegor Dyachkov, Max Pollak, Stéphane Tétreault, Sasha Mirkovic & ensemble Metamorphosis (Serbia), Quebec Symphony Orchestra,  Orchestre Métropolitain,  Taipei Symphony Orchestra,  Amadeus Chamber Orchestra of Polish Radio,  Les Violons du Roy, Orchestra London, Longueuil Symphony Orchestra, New Orford String Quartet,  Yuli Turovsky & I Musici de Montreal, 13 Strings (Ottawa), Tatarstan State Symphony Orchestra (Rusia), La Primavera Chamber Orchestra, Alcan Quartet,  Molinari Quartet,  Orford Camerata Ensemble, Sinfonia Toronto,  Nouvelle Generation Chamber Orchestra doar pentru a numi câteva.

## Discografie
- Muzică Klezmer, Kleztory (2002)
- Barber, Copland, Britten, Bruch, Kazan Chamber Orchestra La Primavera, Ak Bars (2002) [14]
- Klezmer, Kleztory, Yuli Turovsky & I Musici de Montreal Chamber Orchestra, Chandos Records (2004)
- Nomade, Kleztory, câștigător al premiului Opus 2007, Amerix (2007) [15]
- Shostakovich, Weinberg, Ichmouratov, I Musici de Montreal Chamber Orchestra, Analekta (2008) [16]
- Symphonique, Le Vent du Nord et Quebec Symphony Orchestra, CBC (2010) [17]
- Carte Postale, Alcan Quartet, ATMA Classique (2011) [18]
- Beethoven, Concertul pentru vioară (cadențe de Ichmouratov), Simfonia nr. 7, Alexandre Da Costa, Orchestra Simfonică din Taipei, Warner Classics (2013) [19]
- Sosire, Kleztory, Amerix (2014)
- Tales from the Dinarides, Michael Bridge, Guillaume Tardif, Kornel Wolak, Wirth Institute (2017)
- Klezmer Dreams, Andre Moisan, Jean Saulnier și Molinari Quartet, ATMA Classique (2017) [20]
- Nigun, Kleztory, Amerix (2017) [21]
- Melodiile Națiunilor, Romic – Moynihan Duo, Hedone Records (2017)
- Scrisoare de la o femeie necunoscută, Three Romances for Viola, Concerto Grosso nr. 1 – Orchestra de cameră de stat din Belarus, Evgeny Bushkov – Chandos (2019) [22]
- Uvertura pentru tineret, Uvertura Maslenitsa, Simfonie, Op.55 „Despre ruinele unui fort antic” – Orchestre de la Francophonie, Jean-Philippe Tremblay – Chandos (2020) [23]
- Momentum, Kleztory - Chandos (2020) [24]
- Julia MacLaine, Preludii - Analekta (2022) [25]
- Ichmouratov: Viola Concerto No.1 / Piano Concerto – London Symphony Orchestra, Airat Ichmouratov dirijor – Chandos (2023) [26]

## Lista compozițiilor

### Operă
- Omul care râde după romanul lui Victor Hugo „L’Homme qui rit” Op.75 (2023)

### Orchestră
- Simfonia nr.1 Op.55 „Despre ruinele fortului antic” (2017)
- David of Sassoon - Fantezie simfonică după eposismul armean Op.11 (2006)
- Uvertură Halloweenesque Op.21 (2009)
- Uvertură Ville Cosmopolite Op.29 (2012)
- Uvertura Maslenitsa Op.36 (2013)
- Uvertură Tineret Op.50 (2016)
- Uvertura Petru cel Mare Op.62 (2019)
- Uvertură The Myth of Falcon Op.65 (2020)
- Uvertura Koliada Op.67 (2020)
- Uvertură The Witched Canoe Op.70 (2021)

### Concerte cu orchestră
- Concert pentru Viola N1 cu Orchestra Simfonică No1 Op.7 (2004)
- Concert pentru violă N2 cu orchestră de coarde și clavecin (în stil baroc) Op.41 (2015)
- Concert pentru oboi și coarde cu percuții Op.6 (2004)
- Concert pentru flaut și orchestră simfonică Op.64 (2020)
- Concert pentru violoncel N1 cu orchestră de coarde și percuție Op.18 (2009)
- Concert pentru violoncel N2 cu orchestra simfonică și percuție Op.57 (2018)
- Concert pentru pian și orchestră Op 40 (2014)
- Concert dublu pentru vioară și violoncel Op.66 cu coarde, pian și percuție (2020)
- Concert grosso N1 Op.28 pentru clarinet, vioară, vioară, violoncel, pian și orchestră de coarde cu percuție (2011)
- Concert grosso N2 Op.60 pentru vioară, flaut (flaut) și harpă cu orchestră de coarde (2018)
- Concert grosso N3 Op.68 „Liechtenstein” pentru 2 viori, vioară, violoncel și orchestră de coarde (2021)
- Fantezie pentru violă și orchestră la opera lui D.Shostakovich „Lady Macbeth of Mtsensk District” Op.12 (2006)
- 3 Romance pentru violă și coarde cu harpă Op.22 (2009)
- Capriccio Rustico pentru violoncel și orchestră Op.26 (2010)
- The Ride of Cello Vello Buffon pentru violoncel cu orchestră Op.27 (2010)
- Dansuri fantastice pentru clarinet, violoncel și pian cu coarde și percuție Op.15 (2007)
- Procesiunea finală pentru clarinet, violoncel și pian cu coarde și percuție Op.37 (2013)
- The Arrival to the City pentru clarinet, violoncel și pian cu coarde și percuție Op.38 (2013)
- Shabarsha pentru Tap Dancer și Orchestra de coarde Op.39 (2013)
- Elegie pentru vioară și orchestră de coarde Op.32 (2012)
- Adagio și Allegro con brio pentru vioară și orchestră de coarde Op.43 (2015)
- Windcatcher pentru clarinet și orchestră de coarde Op.17 (2008)
- Fantezie pe teme klezmer nr.1 op.13 (2006)
- Sarasatiana Op.20 pentru 5 viori și orchestră de coarde (2009)

### Muzică de cameră
- Trio „Tales from the Dinarides”, Op 48 pentru vioară, clarinet și acordeon (2016)
- Trio pentru clarinet, violă și pian Op.61 (2019)
- Trio pentru harpă, violă și flaut „Visul lui Fujin” Op.58 (2018)
- Trio „Nocturnă” pentru soprană, violoncel și pian op.71 (2023)
- Cvartetul de coarde nr. 1 op.1 (2003)
- Cvartetul de coarde nr.2 op.5 / Simfonia de cameră N2 pentru orchestră de coarde op.5A (2009)
- Cvartetul de coarde nr. 3 op.25 / Simfonia de cameră N3 pentru orchestră de coarde op.25A (2010)
- Cvartetul de coarde N4 Op.35 / Simfonia de cameră N4 pentru orchestră de coarde Op.35A (2013)
- Cvintet de suflat Op.63 (2019)
- 12 Preludii pentru Cvintet de suflat Op.8 (2005)
- Sonata pentru clarinet și pian „The Bells” Op.9 (2005)
- Două piese Viola și pian Op.10 (2005)
- Fantezie pe teme klezmer nr.2 op.16 pentru clarinet, pian și cvartet de coarde (2008)
- Largo pentru Sanja pentru oboi și pian Op.46
- O zi dintr-o viață aproape obișnuită pentru Clarinet și Cvartetul de coarde Op.47 / Clarinet și Orchestra de coarde Op.47A (2015)
- Octet de coarde „Scrisoare de la o femeie necunoscută” Op.56 după romanul lui Stefan Zweig „Scrisoare de la o femeie necunoscută”

### Vocal
- 3 poezii după Alexandre Pușkin Op.34 pentru soprană și orchestră de cameră (2012)
- Nocturnă pentru soprană, violoncel și pian op.71 (2023)

### Cor
- Luc Aeterna pentru violă, violoncel, harpă și cor Op.76 (2023)

### Muzică pentru copii
- Variațiuni pe tema copiilor Op.23 pentru coarde și harpă (2010)
- Povestea muzicală The Sorcerer's Hat Op.24, bazată pe povestea lui Tove Jansson (2010)
- Suită de cameră din „Pălăria vrăjitorului” Op.24 A (2010)
- „Shuburchunchiki” Op.19 (2010)
- Povestea muzicală „Când pământul a devenit apă”, cu Teatrul de Păpuși și Orchestra de Cameră după cartea lui Neeta Premchand (2019)
- Girafe Op.48 sau Orchestra de coarde (2016)
- Povestea muzicală „Shabarsha” pentru Tap Dancer și Orchestra de coarde Op.39 (2013)
- „Ares” zeul războiului, Op.59 o piesă pentru orchestră de tineret (2019)

### Solo de vioară
- Cadențe Klezmer pentru Beethoven Concertul pentru vioară Op.33 (2012)

### Solo violoncel
- Praeludium în sol major Op.69 (2021)

### Solo la pian
- 6 Preludii pentru pian Op.44 (2015)

### Klezmer
- Evreu la Rio pentru trupa klezmer Op.2 (2000)
- Bolero pentru trupa klezmer Op.3 (2000)
- Cântecul Mării Moarte pentru trupa klezmer Op.4 (2006)
- Clarinet Doina Pentru clarinet, trupă klezmer și cu Orchestra Simfonică Op.30 (2012)
- Gut Yontev pentru trupa klezmer și orchestra simfonică Op.31 (2012)
- My Mother's Nigun Op.45 pentru trupa klezmer (2015)
- Little Khosidl Op.46 pentru trupa klezmer (2016)
- Hora în sol pentru trupa Klezmer Op.49 (2016)
- Strada Churchill Hora Op.51 pentru trupa klezmer (2016)
- Freilakh pentru trupa klezmer op. 52 (2016)
- Soulmate Op.53 pentru trupa klezmer (2016)
- Vals Op.54 pentru trupa klezmer (2016)
- Minunatul op. 71 pentru trupa klezmer (2022)
- Freilakh Op.72 pentru trupa klezmer (2022)